# Al-Rawda, Tartus
Al-Rawda (în arabă الروضة; scris și Rauda) este un oraș în partea de nord-vest a Siriei, parte administrativă a Guvernuratului Tartus. Este situat de-a lungul coastei mediteraneene și la vest de lanțul muntos de coastă sirian între Tartus (la sud) și Baniyas (la nord). Potrivit Biroul Central de Statistică din Siria (CBS), al-Rawda avea o populație de 3.131 de locuitori la recensământul din 2004. Este centrul administrativ al Subdistrictului Rawda (nahiyah) care era format din nouă localități cu o populație colectivă de 11.688 de locuitori. Locuitorii săi sunt predominant arabi creștini, din diferite confesiuni.